# Ruskovce, Sobrance

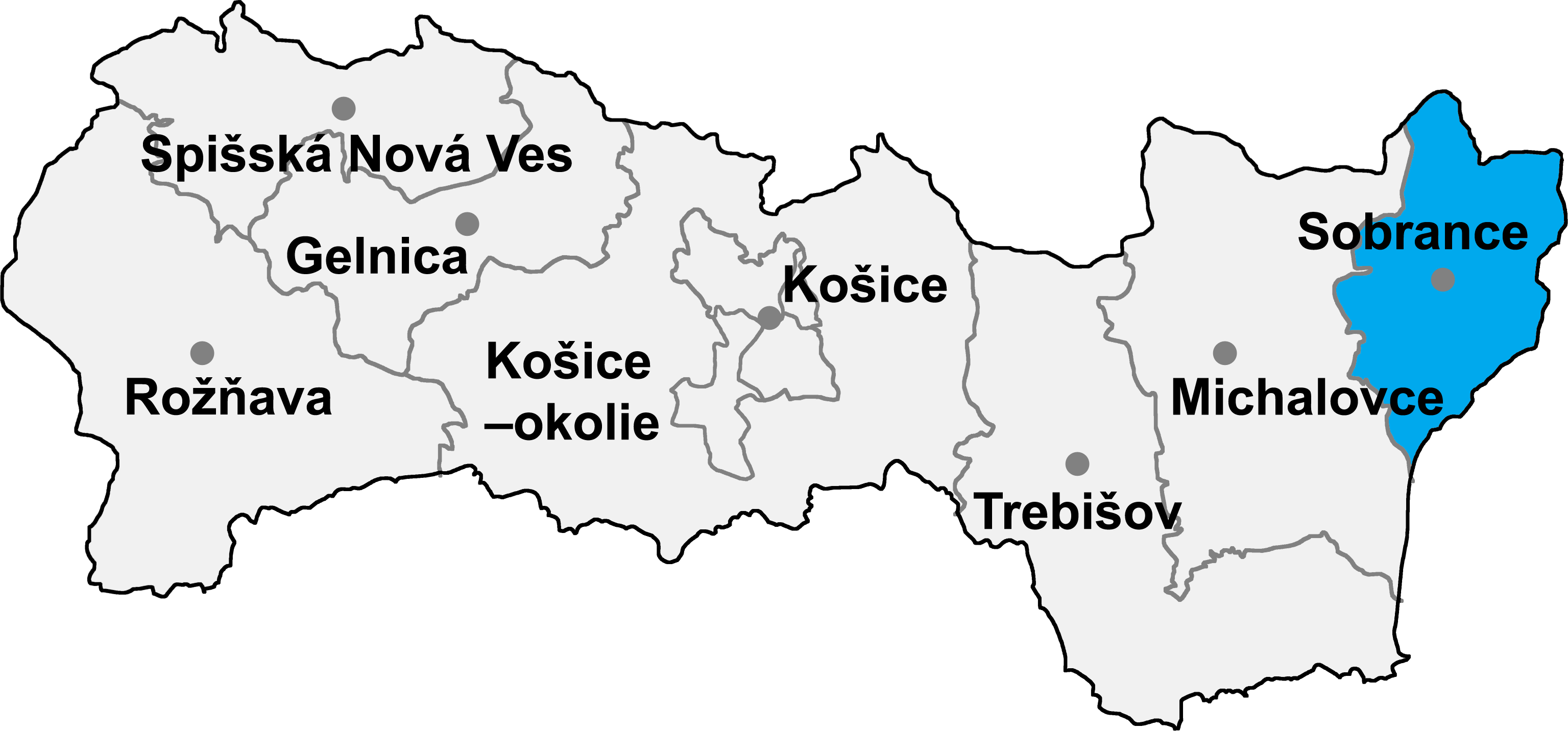
Districtul Sobrance, Slovacia

Ruskovce este o comună slovacă, aflată în districtul Sobrance din regiunea Košice. Localitatea se află la altitudinea de 143 m deasupra n.m., se întinde pe o suprafață de 6,63 km2 și în 2017 număra 257 de locuitori.

## Istoric
Localitatea Ruskovce este atestată documentar din 1418.

## Demografie
| An:                | 1994 | 2004   | 2014    | 2024    |
| ------------------ | ---- | ------ | ------- | ------- |
| Număr de persoane: | 235  | 236    | 264     | 236     |
| Diferență:         |      | +0,42% | +11,86% | −10,60% |

| An:                | 2023 | 2024 |
| ------------------ | ---- | ---- |
| Număr de persoane: | 236  | 236  |
| Diferență:         |      | +0%  |